# 2773 Brooks
2773 Brooks је астероид главног астероидног појаса чија средња удаљеност од Сунца износи 2,327 астрономских јединица (АЈ).
Апсолутна магнитуда астероида је 13,3.